# Pensie minimă socială garantată
Pensia minimă socială garantată, numită și indemnizație socială pentru pensionari,
a fost instituită de Guvernul României pentru prima dată la 1 aprilie 2009, având atunci un cuantum de 300 de lei, iar de la 1 octombrie 2009 aceasta a devenit la 350 de lei.
De la 1 aprilie 2009, de această pensie minimă au benificiat aproximativ 808.000 de persoane, din care 455.000 pensionari din sistemul public și 353.000 pensionari agricultori.
Conform legii, doar cei care au minim 10 ani vechime în cadrul muncii pot beneficia de această pensie, jurnaliștii găsind în februarie 2016 o femeie care avea doar 3 lei pensie.
Conform legislației actuale, pensia socială poate fi solicitată doar de persoanele care au împlinit vârsta standard de pensionare, stabilită prin lege și influențată de mai mulți factori. Legea nr. 263/2010, care reglementează sistemul unitar de pensii publice, prevede aceste limite de vârstă, ajustate periodic pentru a reflecta schimbările demografice și sociale.
Astfel, potrivit art. 53 din această lege, vârsta standard de pensionare este de 65 de ani pentru bărbați și 63 de ani pentru femei, cu o aliniere progresivă a vârstei de pensionare a femeilor la cea a bărbaților până în 2030.
Totuși, în anumite situații, vârsta de pensionare poate fi modificată în funcție de condițiile de muncă sau de perioadele lucrate în condiții deosebite sau speciale, conform reglementărilor legale.
Din ianuarie 2015, valoarea pensiei minime sociale garantate a fost mărită la 400 lei.

În martie 2015, numărul de pensionari din România era de 5,3 milioane, iar dintre aceștia, numărul total al beneficiarilor pensiei sociale minim garantate a fost de 558 mii persoane, din care:
- 435,3 mii persoane din sistemul asigurărilor sociale de stat, reprezentând 9,3% din totalul pensionarilor din această categorie;
- 122,7 mii persoane din rândul pensionarilor proveniți din fostul sistem pentru agricultori, reprezentând 25,4% din totalul acestora;

Din ianuarie 2023, valoarea pensiei minime sociale garantate a fost mărită la 1125 lei, aproximativ 229 euro.